# Martin Tungevaag
Martin Tungevaag, znany także pod pseudonimem Tungevaag (ur. 9 lipca 1993 w Ålesund) – norweski DJ i producent muzyczny.

## Single
- 2014: „Wicked Wonderland” (feat. Serena West)
- 2014: „Samsara 2015” (& Raaban feat. Emila) – platynowa płyta w Polsce[3]
- 2014: „Vidorra”
- 2014: „Nissemor og meg”
- 2015: „Samsara” (& Raaban)
- 2015: „Parade” (& Raaban)
- 2016: „Wolf” (& Raaban)
- 2016: „Beast” (& Raaban feat. Isac Elliot)
- 2017: „Wake Up Alone” (& Raaban feat. Clara Mae)
- 2017: „Cold Blood” (& Raaban feat. Jeffrey James)
- 2017: „Coming Up” (& Raaban feat. Victor Crone)
- 2018: „All for Love” (& Raaban)
- 2018: „Bad Boy” (& Raaban feat. Luana Kiara)
- 2018: „Hey Baby” (& Raaban)
- 2019: „Million Lights” (& Raaban)
- 2019: „Take Me Away” (& Raaban feat. Victor Crone)
- 2019: „Knockout” – złota płyta w Polsce[4]
- 2020: „Peru” – złota płyta w Polsce[5]
- 2020: „Afterparty” (& Rat City feat. Rich The Kid)